# Brzotín
Brzotín (in ungherese Berzéte) è un comune della Slovacchia facente parte del distretto di Rožňava, nella regione di Košice.